# Juegos Mundiales de Patinaje 2019
Los Juegos Mundiales de Patinaje de 2019 fueron la segunda edición de los juegos mundiales de patinaje o World Skate Games. Se disputaron entre el 29 de junio y el 14 de julio de 2019 en la ciudad de Barcelona (España). En esta ocasión hubo un total de 117 competiciones. La celebración de las competiciones tuvo lugar, además de en la sede principal de Barcelona, en otras tres subsedes ubicadas en la Provincia de Barcelonaː Mollet del Vallès, Tarrasa y Villanueva y Geltrú.
El evento reunió los campeonatos mundiales de las distintas disciplinas del patinaje sobre ruedas (patines en línea, patines o monopatines), con la participación de cerca de 4.120 atletas de un total de 81 federaciones nacionales, distribuidos en once disciplinas.

## Modalidades
- Descenso en patines
- Hockey sobre patines
- Hockey sobre patines en línea
- Patinaje agresivo (patinaje free style o radical)
- Patinaje alpino
- Patinaje artístico sobre ruedas
- Patinaje de velocidad (pista y ruta)
- Patinaje slalom
- Roller derby
- Scooter
- Skateboarding

## Participantes
| África (15) | África (15) | América (17) | América (17) | Asia (14) | Asia (14) | Europa (33) | Europa (33) | Oceanía (2)             | Oceanía (2) |
| --- | ----------- | --- | ------------ | --- | --------- | --- | ----------- | ----------------------- | ----------- |
| Angola · Benín · Burkina Faso · República del Congo · Costa de Marfil · Egipto · Guinea · Kenia · Marruecos · Mozambique · Namibia · Nigeria · Senegal · Sudáfrica · Sudán |             | Argentina · Brasil · Canadá · Chile · Colombia · Costa Rica · Cuba · República Dominicana · Ecuador · El Salvador · Estados Unidos · Guatemala · México · Paraguay · Perú · Uruguay · Venezuela |              | Bangladés China Corea del Sur Hong Kong India Indonesia Irán Israel Japón Macao Malasia Pakistán Tailandia República de China |           | Alemania · Andorra · Austria · Bielorrusia · Bélgica · Bulgaria · Croacia · República Checa · Dinamarca · Eslovaquia · Eslovenia · España · Estonia · Finlandia · Francia · Inglaterra · Hungría · Irlanda · Italia · Letonia · Lituania · Noruega · Países Bajos · Polonia · Portugal · Rumania · Rusia · San Marino · Serbia · Suecia · Suiza · Turquía · Ucrania |             | Australia Nueva Zelanda |             |

## Competiciones

### Cronograma
| Ceremonia de apertura | Días de competición | Días de premiación | Ceremonia de clausura |

| Junio-julio                   | 29 | 30 | 1 | 2 | 3 | 4 | 5 | 6 | 7 | 8 | 9 | 10 | 11 | 12 | 13 | 14 |
| ----------------------------- | -- | -- | - | - | - | - | - | - | - | - | - | -- | -- | -- | -- | -- |
| Ceremonias                    |    |    |   |   |   |   |   |   |   |   |   |    |    |    |    |    |
| Hockey sobre patines en línea |    |    |   |   |   |   |   |   |   |   |   |    |    |    |    |    |
| Hockey sobre patines          |    |    |   |   |   |   |   |   |   |   |   |    |    |    |    |    |
| Patinaje de velocidad         |    |    |   |   |   |   |   |   |   |   |   |    |    |    |    |    |
| Patinaje alpino               |    |    |   |   |   |   |   |   |   |   |   |    |    |    |    |    |
| Patinaje artístico            |    |    |   |   |   |   |   |   |   |   |   |    |    |    |    |    |
| Patinaje free style           |    |    |   |   |   |   |   |   |   |   |   |    |    |    |    |    |
| Roller derby                  |    |    |   |   |   |   |   |   |   |   |   |    |    |    |    |    |
| Patinaje slalom               |    |    |   |   |   |   |   |   |   |   |   |    |    |    |    |    |
| Skateboarding                 |    |    |   |   |   |   |   |   |   |   |   |    |    |    |    |    |
| Descenso                      |    |    |   |   |   |   |   |   |   |   |   |    |    |    |    |    |
| Junio-julio                   | 29 | 30 | 1 | 2 | 3 | 4 | 5 | 6 | 7 | 8 | 9 | 10 | 11 | 12 | 13 | 14 |

## Medallero
- Actualizado hasta el final de la competición.[11]

| Núm. | País               | Oro | Plata | Bronce | Total |
| ---- | ------------------ | --- | ----- | ------ | ----- |
| 1    | Italia             | 21  | 18    | 24     | 63    |
| 2    | Colombia           | 21  | 16    | 6      | 43    |
| 3    | Alemania           | 11  | 9     | 17     | 37    |
| 4    | Estados Unidos     | 11  | 5     | 0      | 16    |
| 5    | España             | 10  | 12    | 11     | 33    |
| 6    | Rusia              | 6   | 3     | 3      | 12    |
| 7    | Bélgica            | 6   | 2     | 4      | 12    |
| 8    | República de China | 5   | 8     | 9      | 22    |
| 9    | China              | 5   | 4     | 2      | 11    |
| 10   | Francia            | 4   | 8     | 9      | 21    |
| 11   | Brasil             | 3   | 3     | 3      | 9     |
| 12   | Portugal           | 1   | 3     | 5      | 9     |
| 13   | Australia          | 1   | 3     | 2      | 6     |
| 14   | Corea del Sur      | 1   | 2     | 6      | 9     |
| 15   | República Checa    | 1   | 2     | 0      | 3     |
| 15   | Letonia            | 1   | 2     | 0      | 3     |
| 17   | Japón              | 1   | 1     | 2      | 4     |
| 18   | Senegal            | 1   | 1     | 1      | 3     |
| 19   | Canadá             | 1   | 0     | 2      | 3     |
| 20   | India              | 1   | 0     | 0      | 1     |
| 20   | Tailandia          | 1   | 0     | 0      | 1     |
| 22   | Argentina          | 0   | 5     | 2      | 7     |
| 23   | Irán               | 0   | 1     | 2      | 3     |
| 24   | México             | 0   | 1     | 1      | 2     |
| 25   | Paraguay           | 0   | 1     | 0      | 1     |
| 25   | Países Bajos       | 0   | 1     | 0      | 1     |
| 25   | Ucrania            | 0   | 1     | 0      | 1     |
| 28   | Chile              | 0   | 0     | 2      | 2     |
| 28   | Ecuador            | 0   | 0     | 2      | 2     |
| 30   | Guatemala          | 0   | 0     | 1      | 1     |
| 30   | Polonia            | 0   | 0     | 1      | 1     |
| 30   | Rumania            | 0   | 0     | 1      | 1     |
| 30   | Eslovaquia         | 0   | 0     | 1      | 1     |